# Un día (álbum)
Un día es el quinto álbum de estudio, de la cantautora argentina Juana Molina. Fue lanzado al mercado el 8 de octubre de 2008. Musicalmente, es el álbum más abstracto y consiste en el uso frecuentes de los loops. Ha recibido críticas positivas por la prensa musical especializada. 

## Lista de canciones
| N.º | Título                 | Duración |  |
| 1.  | «Un día»               | 05:35    |  |
| 2.  | «Vive solo»            | 05:58    |  |
| 3.  | «Lo dejamos»           | 07:31    |  |
| 4.  | «Los hongos de Marosa» | 07:27    |  |
| 5.  | «¿Quién?»              | 07:22    |  |
| 6.  | «El vestido»           | 04:31    |  |
| 7.  | «No llama»             | 05:20    |  |
| 8.  | «Dar (qué difícil)»    | 06:41    |  |